# Corynocarpus laevigatus
Corynocarpus laevigatus là một loài thực vật có hoa trong họ Corynocarpaceae. Loài này được J.R.Forst. & G.Forst. mô tả khoa học đầu tiên năm 1775.

## Hình ảnh

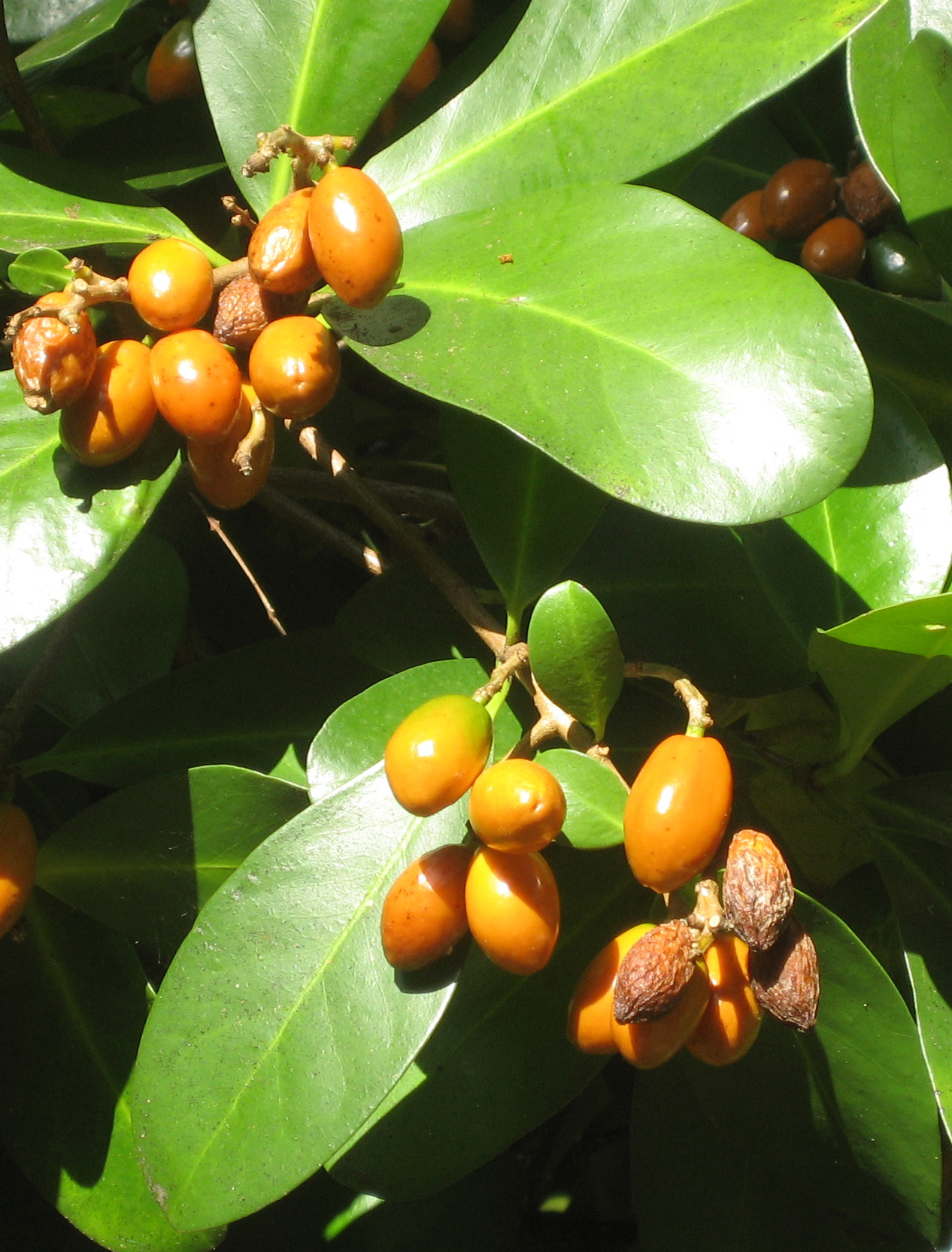
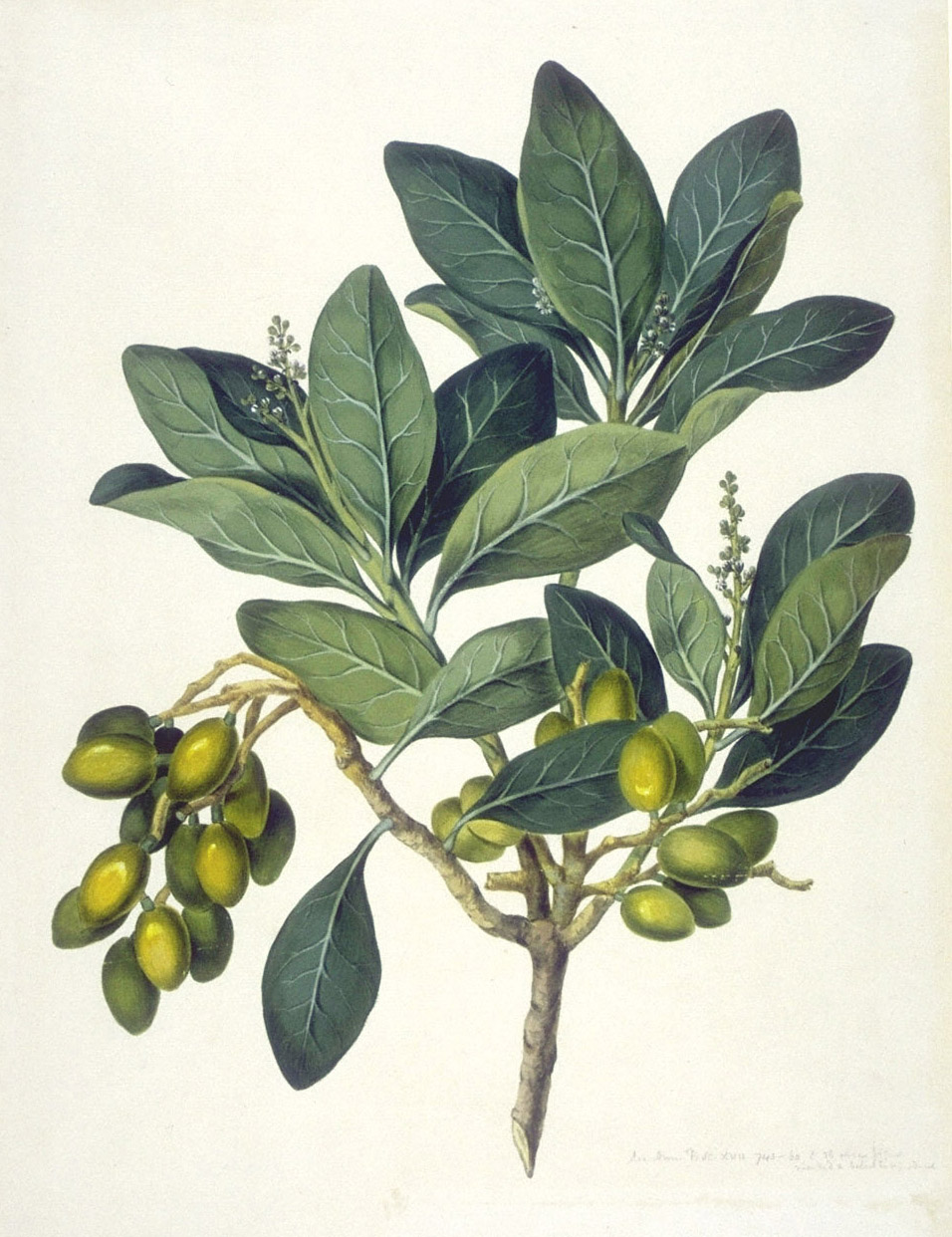
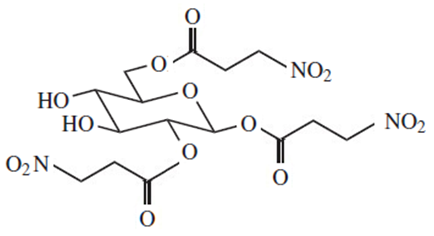
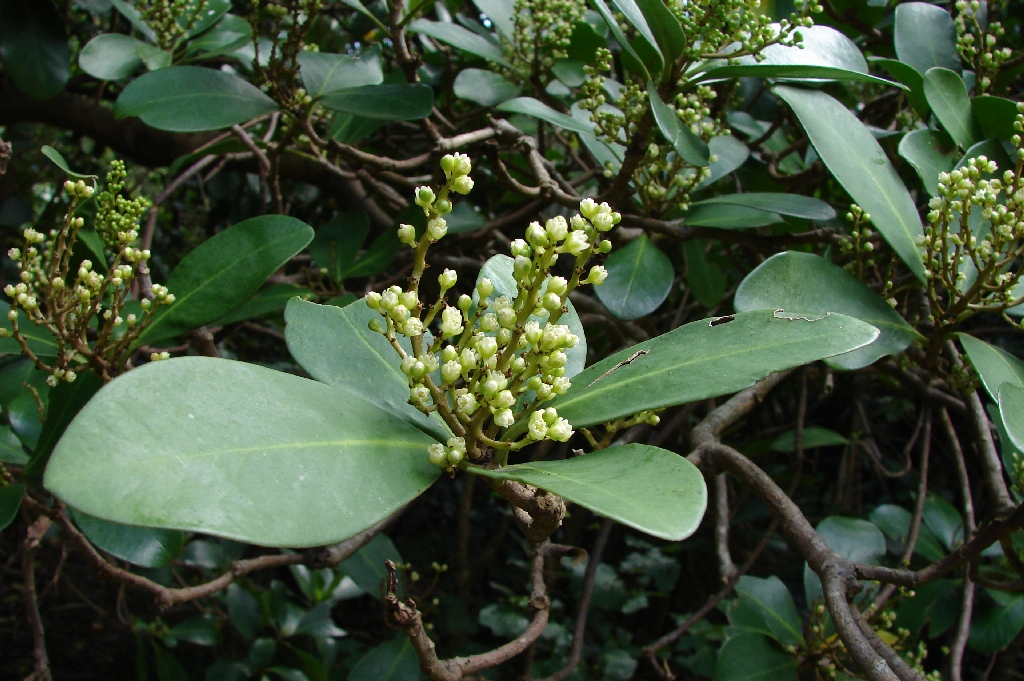